# That Time I Got Reincarnated as a Slime The Movie: Scarlet Bond
That Time I Got Reincarnated as a Slime The Movie: Scarlet Bond (劇場版 転生したらスライムだった件 紅蓮の絆編?, Gekijōban tensei shitara Suraimu datta ken: Guren no kizuna-hen) è un film d'animazione del 2022 diretto da Yasuhito Kikuchi. È basato sulla serie light novel e anime Mi sono reincarnato in uno slime e tratta una storia originale scritta da Fuse, ambientata dopo la seconda stagione della serie anime.

## Trama
Dopo la loro diserzione dall'esercito di Clayman, un Ogre e i suoi compagni mercenari vengono attaccati dai soldati di Clayman, il cui capo Yamza ferisce gravemente l'Ogre. Viene trovato dal popolo del Regno di Raja e gli viene dato il nome di "Hiiro" dalla regina Towa in modo che si riprenda dalle ferite. Dieci giorni dopo, Hiiro scappa da Raja per tornare al Villaggio degli Ogre, solo per trovarlo distrutto dagli Orchi. Volendo vendicarsi di questi, Hiiro torna a Raja quattro giorni dopo e giura fedeltà a Towa.
Rimuru, che ha recentemente sconfitto Clayman ed è stato riconosciuto dagli altri Signori dei Demoni come uno di loro, viene informato da Souei di un attacco verso Geld e i suoi compagni orchi. Gli Orchi stanno combattendo contro Hiiro e i suoi due subordinati di Raja, durante il quale Geld scopre che Hiiro cerca vendetta contro la sua razza, quindi lascia cadere le armi e accetta il suo destino. Fortunatamente, Benimaru salva Geld e calma Hiiro, che in realtà è il suo amico d'infanzia. Hiiro si riunisce con Benimaru, Shion, Shuna, Hakuro, Souei e Kurobe e si riconcilia con Geld dopo aver appreso che gli Orchi non sono più loro nemici. Durante una festa organizzata da Rimuru, Hiiro rivela di essere arrivato alla Federazione Jura Tempest come messaggero di Raja per chiedere il permesso di coltivare una parte della Grande Foresta di Jura per servire come fonte di cibo per il regno. Rivela che Towa soffre di veleno maledetto, l'effetto dell'uso del potere della sua tiara per purificare un lago pieno di tossine provenienti dalle miniere d'oro del paese. Accettando di aiutarli, Rimuru decide di visitare il regno.
Rimuru, Benimaru, Shion, Shuna e Ranga arrivano a Raja. Dopo aver analizzato le sue condizioni, Rimuru dà a Towa del miele di Tempest per ripristinare parte della sua salute. Al lago, Rimuru rivela alla sovrana che le tossine non provengono dalle miniere, e divide il lago in due per rivelare una struttura nascosta con un vecchio circolo magico che produce la tossina, e lo distrugge. Questi eventi fanno arrabbiare Lacua, il responsabile dell'avvelenamento, e progetta di creare un altro disastro per guadagnarsi le lodi del demone Violet. Il lago viene di nuovo avvelenato, quindi Towa usa la sua tiara per purificarlo, con conseguente peggioramento della sua salute. Un paese vicino approfitta delle sue condizioni per attaccare Raja e impossessarsi dell'oro che il regno ha estratto. Dopo aver appreso la notizia dell'invasione nemica, Rimuru mobilita i suoi alleati, mentre Diablo parte per incontrare Violet, che ha creato la tiara e il circolo magico al lago.
Hiiro viene ingannato da Lacua in modo che ingerisca una Curse Orb, venendogli detto che serve per trasferire l'anima di Towa nel suo corpo sano, e gli viene ricordato del suo villaggio distrutto per alimentare la sua trasformazione. Rimuru insegue Lacua, mentre Benimaru combatte Hiiro e Shuna protegge Towa. Nel frattempo, Diablo affronta Violet, che rivela di aver dato la tiara a una precedente regina di Raja come parte di un gioco con la discendenza reale di Raja nel quale se il possessore è completamente inflitto dal veleno maledetto, allora può prendere il controllo del suo corpo e rinascere fisicamente. Dopo aver fallito nel sconfiggerlo, Violet accetta i termini di Diablo di lasciare Raja in pace, annullando anche il contratto con Towa e la sua discendenza dopo aver appreso che Lacua ha interferito con il suo gioco contro la sua volontà invece di osservare e basta, recidendo i legami con lui. A Raja, Rimuru sconfigge Lacua, che si fa esplodere per distruggere tutto ciò che lo circonda. Tuttavia, l'esplosione viene contenuta da Rimuru. Hiiro rimuove l'Orb dal suo corpo e lo distrugge. Il medico di Raja, che in realtà è alleato con Lacua, viene ucciso da Ranga.
Towa usa tutto il potere della tiara per far rivivere Hiiro dalla Curse Orb, facendo sì che il suo corpo soccomba al veleno maledetto e scompaia. Tuttavia, Violet resuscita Towa dopo aver annullato il gioco come scusa per le azioni del suo subordinato. Mentre festeggia, Rimuru offre ai ministri del regno il suo aiuto per Raja in cambio dell'acquisto del loro minerale di ferro da parte di Tempest. Rimuru torna a Tempest e la trova parzialmente distrutta dopo che Veldora e Milim hanno giocato insieme e li punisce prima di crollare per la stanchezza.

## Distribuzione
Il film è uscito nelle sale giapponesi il 25 novembre 2022. In altri Paesi del mondo è stato distribuito da Crunchyroll nel 2023: in Italia è stato rilasciato direttamente sulla piattaforma streaming il 21 aprile 2023.